# Alle Farben
Frans Zimmer, művésznevén Alle Farben (németül Minden szín) (Berlin, 1985. június 5. –) német DJ, producer. 2014-ben szerződött a Guesstimate/b1 Recordingsszal és a Budde Musickal.

## Karrier
Frans Zimmer Berlin Kreuzberg negyedében nevelkedett, ahol most is él és dolgozik. A középiskola után Zimmer művészetet szeretett volna tanulni, de nem vették fel az egyetemre. Az azt követő években különböző alkalmi munkákat vállalt, például cukrász volt egy berlini kávézóban. 2010-ben kezdte el zenei pályafutását mint Dj Berlinben, éjszakai klubokban, bárokban. Egy művész ösztönözte őt: Friedensreich Hundertwasser, akitől a művésznevét vette: Hundert Farben (Száz szín), amelyet lecserélt az Alle Farbenre, amelyet mind a mai napig használ.
2012. május 9-én 30 000 ember előtt játszott az akkori Tempelhof reptéren Berlinben, ami meghozta számára a nemzetközi ismertséget. Azóta Zimmer szinte minden hétvégén fellép egész Európában, illetve játszik még különböző előadásokban Tel Avivban is.
2013 szeptemberében Zimmer bejelentette a Facebook-oldalán, hogy elkezdett dolgozni a debütáló albumán, és 2014 januárjában egy interjúban a Die Tageszeitung német újságban megerősítette, hogy az albuma pár hónap múlva készen lesz. 2014. április 15-én Alle Farben bemutatta She Moves (Far Away) című számát mint előzetest debütáló albumáról, amelyen Graham Candy énekelt.

## Stúdiólbumok
- Synesthesia – I Think in Colours (2014)
- Music is My Best Friend (2016)
- Sticker on My Suitcase (2019)

## Fordítás
Ez a szócikk részben vagy egészben  az   Alle Farben című angol Wikipédia-szócikk ezen változatának fordításán alapul.  Az eredeti cikk szerkesztőit annak laptörténete sorolja fel. Ez a jelzés csupán a megfogalmazás eredetét és a szerzői jogokat jelzi, nem szolgál a cikkben szereplő információk forrásmegjelöléseként.